# Ooh La La (canción de Goldfrapp)
«Ooh La La» es una canción del grupo inglés Goldfrapp. La canción fue escrita y producida por Alison Goldfrapp y Will Gregory para el tercer álbum del dúo Supernature (2005).
La canción fue nominada para Best Dance Recording (mejor canción bailbale) en la edición 49.ª de los Premios Grammy  en 2007.

## Lista de temas
Sencillo en CD
1. «Ooh La La» (Versión sencillo) 	3:00
2. «All Night Operator» (Part 1) 	4:00

CD Mixes
1. «Ooh La La» (Peter Rauhofer Reconstruction Mix) 9:15
2. «Ooh La La» (Tiefschwarz Remix) 6:38
3. «Ooh La La» (Benny Benassi Remix Extended) 6:51
4. «Ooh La La» (Benny Benassi Dub) 6:30
5. «Ooh La La» (Phones Re-Edit) 6:31
6. «Ooh La La» (When Andy Bell Met Manhattan Clique Mix) 6:19
7. «Ooh La La» (Álbum Versión) -Mezclada por Mark "Spike" Stent*- 3:28
8. Video 	«Ooh La La» (Video)

## Vídeo musical y remezclas
El vídeo de "Ooh La La" fue dirigido por Dawn Shadforth y está inspirado en el glam rock de la década de 1970.
La versión completa de "Ooh La La" presenta el vídeo en CD y descargas digitales, y algunos incluyen remezclas por Benny Benassi, Tiefschwarz, y Andy Bell.

## Resultados en listas
"Ooh La La" fue número 4 en el Reino Unido, el 14 de agosto de 2005 y se mantuvo en lista durante trece semanas. Además fue número uno en España, número 16 en Irlanda y Top 40 en Australia. En los Estados Unidos, la canción fue la tercera consecutiva de Goldfrapp en liderar el Billboard Hot Dance Club Play. La canción también fue número 3 en el Hot Dance Airplay.

## Posicionamiento
| Lista (2005)                | Mejor posición |
| --------------------------- | -------------- |
| Australian Singles Chart    | 36             |
| Alemania                    | 82             |
| Irish Singles Chart         | 16             |
| España                      | 1              |
| Suiza                       | 96             |
| UK Singles Chart            | 4              |
| Lista (2006)                | Mejor posición |
| EE. UU. Hot Dance Club Play | 1              |

## Personal
Las personas siguientes contribuyeron a "Ooh La La":
- Alison Goldfrapp – voz líder, coros, sintetizador
- Nick Batt – sintetizador, programación
- Will Gregory – sintetizador
- Adrian Utley – guitarra
- Charlie Jones – bajos
- Mark "Spike" Stent – mezcla
- Ted Jensen – masterización